# Bolesław Rumiński
Bolesław Rumiński (ur. 16 kwietnia 1907 w Brzeźnie, zm. 26 października 1971 w Warszawie) – polski inżynier chemik i działacz komunistyczny. Poseł do Krajowej Rady Narodowej, na Sejm Ustawodawczy oraz na Sejm PRL I, III, IV i V kadencji, minister przemysłu rolnego i spożywczego (1949–1950), minister przemysłu chemicznego (1950–1957), członek (1969–1971) i zastępca przewodniczącego Rady Państwa (1971). Budowniczy Polski Ludowej.

## Życiorys
Urodził się w rodzinie Józefa, nauczyciela ludowego z Kujaw, i Agnieszki z Kotasów. Po ukończeniu w 1927 gimnazjum im. Jana Kasprowicza w Inowrocławiu studiował na Politechnice Warszawskiej, gdzie w 1936 uzyskał (pod kierunkiem prof. Wojciecha Świętosławskiego i prof. Wacława Iwanowskiego) dyplom magistra inżyniera chemii.
W latach 1927–1930 należał do Związku Niezależnej Młodzieży Socjalistycznej, a od 1928 do 1937 działacz Organizacji Młodzieży Socjalistycznej „Życie”, założyciel i sekretarz koła tej organizacji na Wydziale Chemii, członek egzekutywy „Życia” na Politechnice. Od 1930 do 1937 był działaczem Komunistycznego Związku Młodzieży Polski, współredagował i drukował ulotki i brał udział w organizowaniu wieców studenckich. W 1935 był w zarządzie Bratniej Pomocy na Politechnice z listy wyborczej „Frontu Niezależnych”. W marcu 1936 brał udział w organizowaniu okupacyjnego strajku studentów Politechniki, za co 1 kwietnia 1936 został aresztowany i miesiąc później osadzony na pół roku w obozie w Berezie Kartuskiej. Od 1938 do wybuchu II wojny światowej pracował w przemyśle warszawskim.
Jesienią 1939 uchodząc przed gestapo przeniósł się w okolice Jasła skąd do Warszawy powrócił w końcu 1943. W okresie okupacji niemieckiej działał w konspiracji. Od 1942 był członkiem Polskiej Partii Robotniczej, uczestniczył w organizowaniu Krajowej Rady Narodowej i z jej ramienia kierował Kołem Gospodarczym, skupiającym inteligencję techniczną. 
W 1944 został pełnomocnikiem rządu w Lublinie. Po wyzwoleniu Warszawy (17 stycznia 1945) jako pełnomocnik Rządu Tymczasowego RP na województwo warszawskie, do maja 1945 organizował od podstaw aparat administracji. W latach późniejszych pełnił wiele odpowiedzialnych funkcji partyjnych, państwowych i społecznych: w latach 1945–1947 był podsekretarzem stanu (wiceministrem) w Ministerstwie Przemysłu, w latach 1947–1949 podsekretarzem stanu w Ministerstwie Przemysłu i Handlu, w latach 1949–1950 ministrem przemysłu rolnego i spożywczego, w latach 1950–1957 ministrem przemysłu chemicznego. Od 1948 w Polskiej Zjednoczonej Partii Robotniczej. Uważany za wpływową postać wśród „natolińczyków” podczas walki o władzę w kierownictwie PZPR w latach pięćdziesiątych. W latach 1957–1969 podsekretarz stanu w Ministerstwie Przemysłu Spożywczego i Skupu. W latach 1948–1956 był zastępcą członka, a od 1956 członkiem Komitetu Centralnego PZPR. W latach 1969–1971 członek Rady Państwa; w lutym 1971 został wybrany na zastępcę przewodniczącego Rady Państwa, zmarł jeszcze w tym samym roku. Był delegatem na I Zjazd PPR w grudniu 1945 i na wszystkie zjazdy PZPR za jego życia (od pierwszego do piątego), posłem do Krajowej Rady Narodowej, na Sejm Ustawodawczy oraz na Sejm PRL I, III, IV i V kadencji w latach 1944–1956 i od 1961. Jako poseł na Sejm Ustawodawczy reprezentował okręg Kalisz, a w Sejmie PRL podczas pierwszej kadencji okręg Oświęcim, zaś podczas trzech ostatnich (od 1961) okręg Toruń.
Inicjator powstania Naczelnej Organizacji Technicznej (NOT), która powstała 15 grudnia 1945, nawiązując do tradycji przedwojennego Stowarzyszenia Techników Polskich. Długoletni prezes Zarządu Głównego NOT (1946–1952, 1960–1971).
Jego żoną była Antonina Rumińska z domu Wysocka (1914–2014), absolwentka Uniwersytetu Wileńskiego, prof. dr hab. na Wydziale Ogrodnictwa Szkoły Głównej Gospodarstwa Wiejskiego w Warszawie, m.in. redaktor pracy zbiorowej Poradnik plantatora ziół (1984).
Zmarł w Warszawie, pochowany w Alei Zasłużonych na cmentarzu Wojskowym na Powązkach (kwatera A30-półkole-1).

## Ordery i odznaczenia
- Order Budowniczych Polski Ludowej
- Order Sztandaru Pracy I klasy[2]
- Krzyż Komandorski z Gwiazdą Orderu Odrodzenia Polski[2] (1964)[5]
- Krzyż Komandorski Orderu odrodzenia Polski (16 lipca 1946)[6]
- Medal 10-lecia Polski Ludowej (15 lipca 1955)[7]
- Odznaka 1000-lecia Państwa Polskiego (1966)[8]
- Złota odznaka honorowa Naczelnej Organizacji Technicznej (1969)[9]
- Złota Odznaka Honorowa Towarzystwa Przyjaźni Polsko-Radzieckiej (1967)[10]
- Odznaka Honorowa Miasta Kalisza (1971)[11]

## Upamiętnienie
Imieniem Bolesława Rumińskiego nazwano jedną z ulic Kalisza w centralnej części miasta, przy której mieści się siedziba kaliskiego oddziału NOT-u. Na mocy ustawy o zakazie nadawania ulicom nazw upamiętniających osoby, organizacje, wydarzenia lub daty symbolizujące komunizm lub inny ustrój totalitarny nazwa ulicy została w maju 2017 zmieniona na Zacisze. Do 13 lutego 1991 ulica jego imienia znajdowała się również na terenie obecnej dzielnicy Ursus w Warszawie. Uchwałą Rady tego patrona zastąpił Franciszek Adolf Acher. W częstochowskiej dzielnicy Grabówka jego imieniem nazwana była ulica zmieniona w 1992 na Jana Kiepury. W Bydgoszczy w okolicy siedziby NOT-u również była ulica jego imienia (zamieniona w 2017 na ul. Krzysztofa Gotowskiego).